# بيلي ترافيس
بيلي ترافيس (بالإنجليزية: Billy Travis)‏ هو مصارع محترف أمريكي، ولد في 28 أبريل 1961 في ليكسينغتون في الولايات المتحدة، وتوفي في 23 نوفمبر 2002 بسبب نوبة قلبية.

## روابط خارجية
- بيلي ترافيس على موقع CageMatch worker (الإنجليزية)
- بيلي ترافيس على موقع قاعدة بيانات المصارعة على الإنترنت (الإنجليزية)